# Watergun
Watergun – singel szwajcarskiego piosenkarza Remo Forrera wydany cyfrowo 7 marca 2023.
Utwór reprezentował Szwajcarię w 67. Konkursie Piosenki Eurowizji w Liverpoolu.

## Geneza utworu i historia wydania
Piosenkę napisali i skomponowali Argyle Singh, Ashley Hicklin i Mikołaj „Tribbs” Trybulec, który wyprodukował utwór wraz z Pele Loriano i Tomem Oehlerem. Piosenka jest opisana jako ballada „o bezsilności w obliczu konfliktów na tym świecie” oraz apel o pokój. Forrer powiedział: „Moje pokolenie musi żyć z konsekwencjami decyzji, których nie podjęliśmy. To frustrujące, ale wciąż mam nadzieję, że zmiany są możliwe”.
Singel ukazał się w formacie digital download 7 marca 2023 za pośrednictwem i dystrybucją wytwórni płytowej Manifester Music. Utwór znalazł się na składance Eurovision Song Contest: Liverpool 2023 (wydana 14 kwietnia 2023). Do utworu powstał teledysk, który udostępniono w dniu premiery singla za pośrednictwem serwisu YouTube.

## Konkurs Piosenki Eurowizji
Piosenkarz 20 lutego 2023 został wewnętrznie wybrany przez telewizję SRG SSR do reprezentowania Szwajcarii w 67. Konkursie Piosenki Eurowizji w Liverpoolu, a utwór został stworzony w celach konkursowych.
Losowanie przydzielające poszczególne kraje do półfinałów odbyło się 31 stycznia 2023 w St George’s Hall. Państwa biorące udział w półfinałach zostały podzielone na dwa półfinały, a członkowie Wielkiej Piątki zostali przydzieleni do jednego z półfinałów, w którym będą mogli głosować. Szwajcaria przedstawi eurowizyjny utwór w drugiej połowie pierwszego półfinału konkursu, który odbędzie się 9 maja.

## Lista utworów
| Digital download / media strumieniowe | Digital download / media strumieniowe | Digital download / media strumieniowe |
| Nr                                    | Tytuł utworu                          | Długość                               |
| ------------------------------------- | ------------------------------------- | ------------------------------------- |
| 1.                                    | „Watergun”                            | 2:52                                  |